# Deborah Evelyn

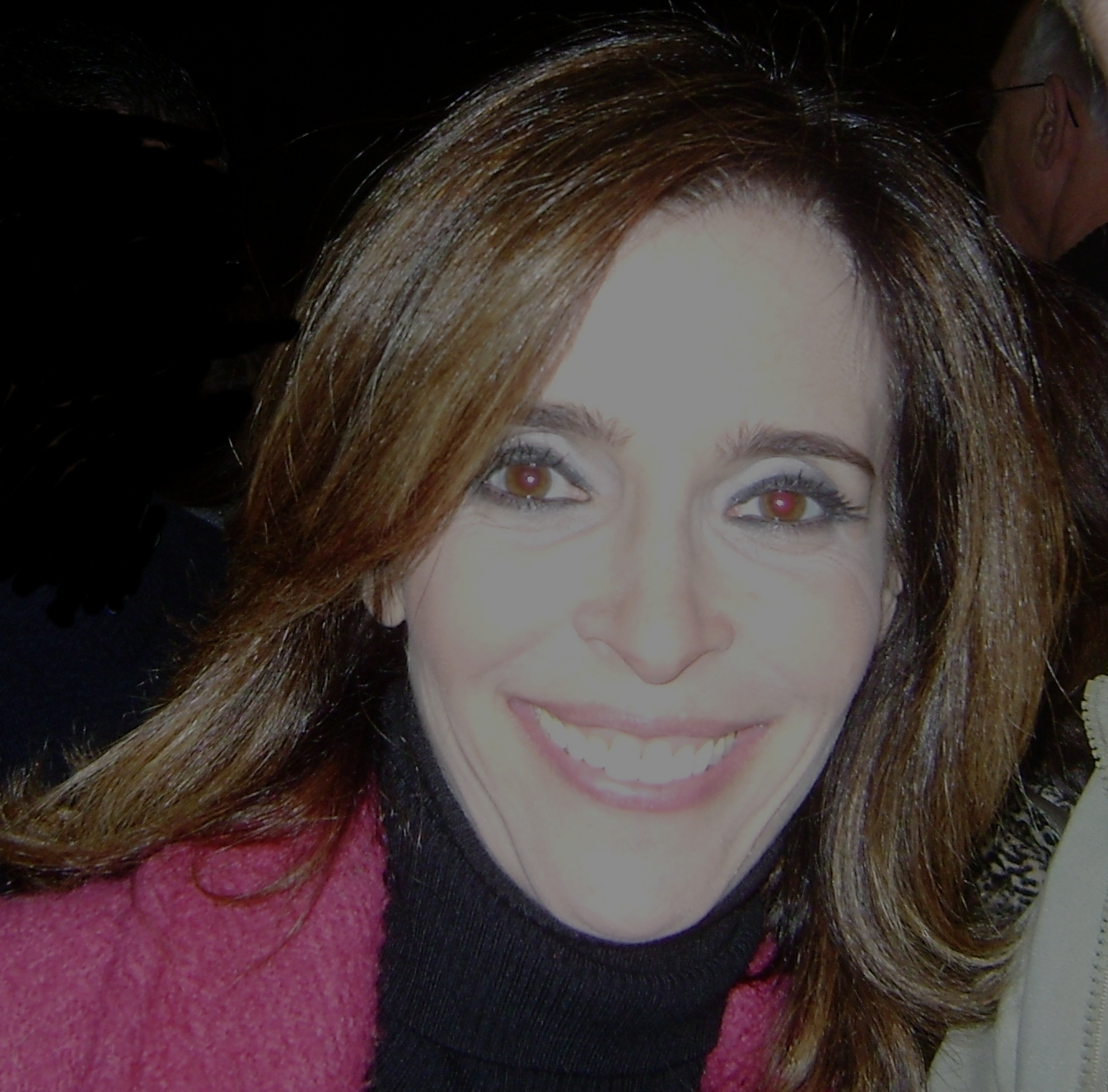
Deborah Evelyn

Deborah Sochaczewski Evelyn (sinh ngày 12 tháng 3 năm 1966 tại Rio de Janeiro, Brazil) là một nữ diễn viên người Brazil.

## Tiểu sử
Có nguồn gốc Do Thái, Deborah Evelyn là con gái của nhà kinh tế học Haroldo Bruce Evelyn và nhà xã hội học Suzana Sochaczewski Evelyn, và em gái của nam diễn viên Carlos Evelyn.

## Nghề nghiệp
Deborah Evelyn xuất hiện lần đầu trên truyền hình vào năm 17 tuổi, trong bộ phim ngắn Moinhos de Vento, đạo diễn Walter Avancini.
Trong số các tác phẩm truyền hình của Deborah Evelyn có thể kể đến Ruth lãng mạn của Vida Nova (1988/1989) và Lenita Penteado của A Gata Comeu (1985), Raquel của Hipertensão (1986), Basília cay đắng của miniseries Một Muralha  và Beatriz Vasconcelos Amorim thần kinh là nhân vật nổi tiếng (2003/2004), bởi Gilberto Braga. năm 2006, Salomé đại diện trong miniseries JK, mọi người trong Rede Globo.
Bên cạnh TV, cũng hoạt động trong nhà hát và phim ảnh, tham gia bộ phim Mulheres do Brasil  và Tình yêu vĩ đại nhất của tất cả  và O Banquete của các tác phẩm và Deus da Carnificina  (phần sau được chiếu trong nước Brazil).
Deborah Evelyn có diễn xuất đầu tiên của mình trong tiểu thuyết, Judith of Caras &amp; Bocas. Năm 2011 Deborah Evelyn đóng vai Eunice trong Insensato Coração, tiểu thuyết thứ chín của Gilberto Braga và Ricardo Linhares. Năm 2013 Deborah Evelyn được chọn vào vai Irene Fiori bí ẩn sống trong tiểu thuyết của bảy Sangue Bom, Maria Adelaide Amaral và Vincent Villari.